# Pascual Orozco
Pascual Orozco Vázquez (Santa Isabel, 28 gennaio 1882 – El Paso, 30 agosto 1915) è stato un generale e rivoluzionario messicano, protagonista della prima fase della Rivoluzione messicana.
Orozco inizialmente sostenne Francisco Madero nell'insurrezione contro Porfirio Díaz agli albori della Rivoluzione, e si distinse nella cattura di Ciudad Juárez nel 1911, ma l'anno seguente, deluso dalla sua politica, lo tradì iniziando una ribellione contro il suo governo. Essa fu sconfitta e Orozco andò in esilio negli Stati Uniti. Nel 1913 appoggiò il colpo di Stato del generale Victoriano Huerta che rovesciò il governo democratico di Madero e si mise al servizio di Huerta, ma fu sconfitto nel 1914 dalle truppe del suo ex-alleato Pancho Villa. Condannato di nuovo all'esilio, morì l'anno seguente a El Paso, ucciso dai ranger statunitensi.

## Biografia
Nato nello Stato di Chihuahua da una famiglia della classe media, in gioventù si dedicò al trasporto dei metalli preziosi estratti dalle locali compagnie minerarie, finché non poté permettersi di acquistare una propria miniera.
Agli inizi del secolo cominciò interessarsi alle idee dei Fratelli Flores Magón e nel 1909 iniziò a importare armi dagli Stati Uniti per preparare l'imminente rivoluzione: si era infatti affiliato al vasto movimento che si schierava contro la rielezione di Porfirio Díaz, dichiarandosi sostenitore di Francisco Madero.

### La rivoluzione messicana
Il 31 ottobre 1910 fu nominato Capo rivoluzionario del Club Antirreleccionista "Benito Juárez" del Distretto di Guerrero e sette giorni dopo l'inizio della guerra civile ottenne la sua prima vittoria. La sua attitudine alla guerra gli permise una rapida ascesa tra le truppe maderiste e in breve tempo divenne generale, con personaggi del calibro di Francisco "Pancho" Villa tra i suoi subordinati.
Nel 1911 partecipò con quest'ultimo alla presa di Ciudad Juárez, atto conclusivo della rivoluzione contro Porfirio Díaz che determinò la sconfitta del presidente e il suo forzato esilio.
I rapporti con Madero cominciarono a incrinarsi quando questi, diventato provvisoriamente presidente, assegnò a Venustiano Carranza il Ministero della Guerra, un posto molto ambito da Orozco.
In seguito venne nominato comandante dei Rurales di Chihuahua e si rifiutò di combattere contro i rivoltosi zapatisti nel sud del Paese e nel febbraio del 1912 aderì al Piano di Ayala misconoscendo il presidente Madero, accusato di non aver proceduto sulla strada tracciata dal Piano di San Luis Potosí, e invocando nuove elezioni. Iniziò quindi un'insurrezione contro il governo, finanziandola con i suoi capitali e acquisendo armi dagli Stati Uniti, a dispetto dell'embargo decretato dal presidente Taft.
Madero incaricò Victoriano Huerta di combattere la ribellione e le sue truppe vinsero contro gli orozquistas a Conejos, Rellano e Bachimba, arrivando a conquistare Ciudad Juárez. Orozco riparò per qualche mese negli Stati Uniti mentre Huerta, che tornava nella capitale rafforzato dalle vittorie ottenute sul campo, mise repentinamente in atto un colpo di Stato contro Madero, che fece uccidere dopo averlo destituito, e divenne presidente.

### La presidenza Huerta
A sorpresa, il 27 febbraio 1913, Orozco decise di riconoscere il nuovo governo e garantirgli il proprio appoggio a condizione di veder approvate alcune riforme: i due condottieri, già acerrimi nemici, decisero così di unire le proprie forze e Orozco divenne Comandante generale di tutte le forze federali messicane.
Il governo Huerta dovette però fronteggiare l'insurrezione di Carranza e dei sottoscrittori del Piano di Guadalupe: Zapata, Villa, Obregón e Ángeles. Il comandante Orozco, inviato a nord per contrastare l'esercito di Pancho Villa, non poté evitare la vittoria dei costituzionalisti che, nel 1914, riuscirono a porre fine all'effimera parentesi del governo Huerta.
Per parte sua Orozco rifiutò di riconoscere il nuovo presidente, Francisco S. Carvajal, accusandolo di essere uguale al deposto Madero, e cominciò a guidare un'ennesima rivolta, finanziata a proprie spese, prima di essere definitivamente costretto alla ritirata, vista l'insufficienza delle sue truppe, e ad un nuovo in esilio negli USA.

### L'esilio negli USA e la morte
A New York incontrò nuovamente Huerta e con lui cominciò a organizzare un nuovo colpo di Stato prima di essere arrestato il 27 giugno 1915 con l'accusa di cospirazione in violazione della legge statunitense sulla neutralità.
Orozco evase e provò a rientrare in Messico ma il 30 agosto 1915 venne ucciso da ranger statunitensi che si erano messi sulle sue tracce dopo l'accusa di un locale possidente che denunciava come Orozco e i suoi uomini fossero penetrati nel suo ranch e gli avessero sottratto un cavallo.